# Lagos (Portugal)

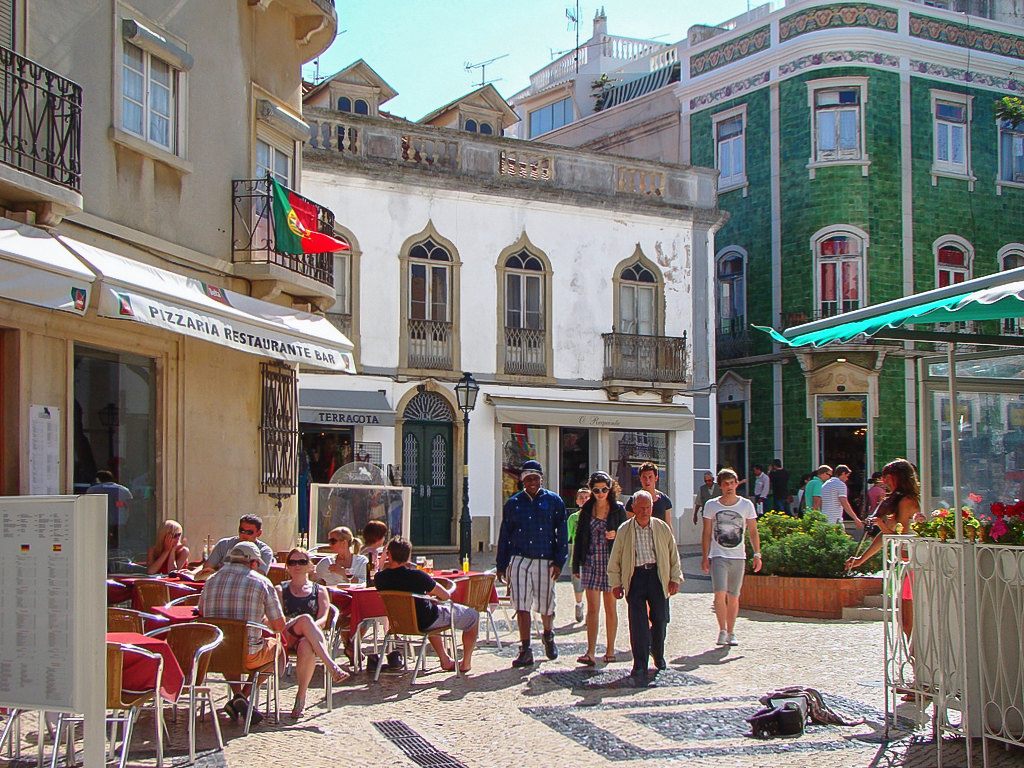
Im historischen Zentrum von Lagos

Lagos [laɡʊʃ] ist eine Hafenstadt an der portugiesischen Algarveküste.
Sie liegt etwa 30 km östlich von Cabo de São Vicente, dem südwestlichsten Punkt des europäischen Festlands nahe Sagres.

## Geschichte
Bereits die Phönizier und Griechen siedelten an der Bucht von Lagos, weil hier Thunfisch, Sardinen und Krebse gefangen werden konnten. Die Karthager führten im 4. Jahrhundert v. Chr. den Wein- und Olivenanbau ein. Der römische Name Lacobriga ist der erste bekannte Name der Siedlung und ist kelto-iberischen Ursprungs.

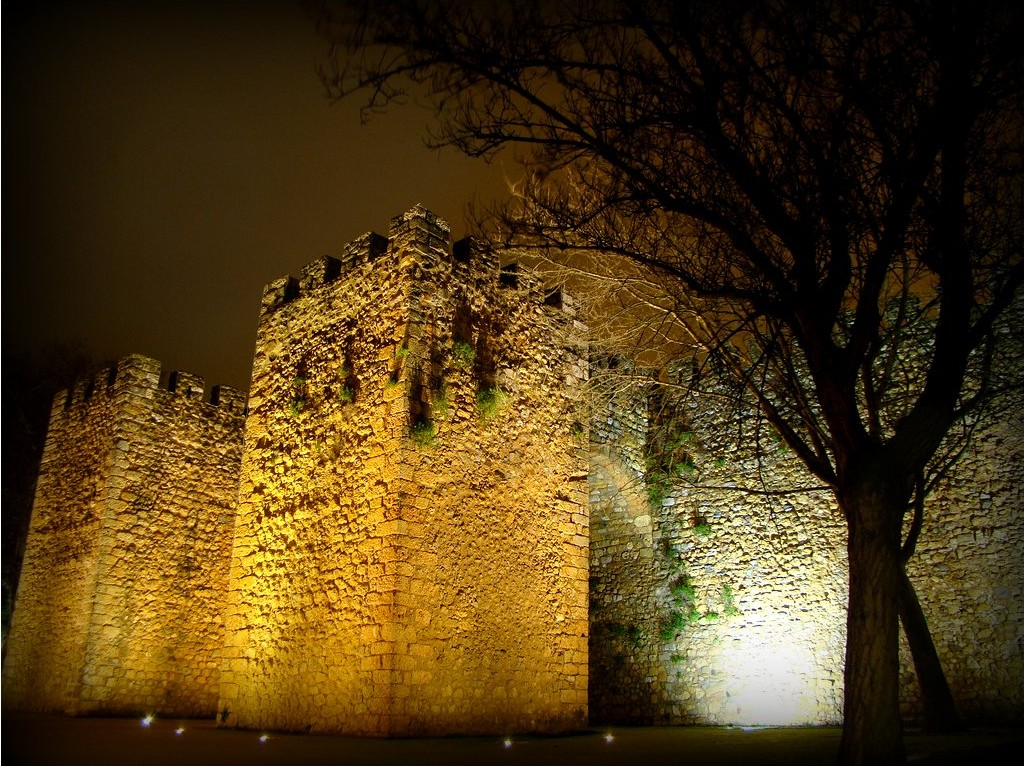
Die Stadtmauer bei Nacht

Kurz nach ihrer Landung in Gibraltar (711 n. Chr.) breiteten sich die Mauren schnell an der Algarve aus. 716 eroberten sie Lagos, das sie Zawaia („Brunnen“ oder „See“) nannten. Unter ihrer Herrschaft wurde die Stadtmauer im 10. Jahrhundert erneuert. 1189 eroberte Dom Sancho I. Lagos, aber 1192 kehrten die Mauren wieder zurück. Erst 1241 konnte Dom Paio Peres Correia, militärisch unterstützt von deutschen und englischen Ritterorden, die Stadt den Mauren endgültig entreißen.
Lagos’ Hafen war im 15. Jahrhundert Ausgangspunkt zahlreicher Afrikaexpeditionen, die Portugal unter Heinrich dem Seefahrer (Dom Henrique o Navegador) unternahm. Am 21. August 1415 startete unter Heinrichs Führung eine Flotte von 232 Schiffen zur Eroberung von Ceuta. Die maurische Festung, Gibraltar auf der afrikanischen Seite der Meerenge gegenüberliegend, war seinerzeit Endpunkt von Saharakarawanen und von erheblicher strategischer und wirtschaftlicher Bedeutung. Heinrich erhob Lagos zu einem bedeutenden Stützpunkt seiner Flotte und ließ hier ab etwa 1440 die Karavelle entwickeln und bauen. Dieser neue Schiffstyp nach dem Vorbild der arabischen Dhau war nicht nur seegängig und küstentauglich zugleich, sondern auch in der Lage, hoch am Wind zu segeln und gegen die vorherrschende Windrichtung zu kreuzen.
Ab 1433 stach der Seefahrer Gil Eanes mehrfach von Lagos aus in See, um schließlich erstmals über das Kap Bojador hinaus zu segeln. Das an der Nordwestküste Afrikas liegende Kap, das heute zu Westsahara gehört, galt damals als Grenze der Welt, ein Überschreiten als gefährlich oder gar unmöglich und der zurückzulegende Küstenverlauf Afrikas war überwiegend noch nicht kartographiert. Der Entdecker Gil Eanes, dessen Biographie weitgehend ungeklärt ist, wird heute in Lagos als Kind der Stadt geehrt und ein Platz im Ortszentrum, die Praça Gil Eanes, trägt seinen Namen.
Ein anderer Seefahrer, Rui de Sequeira, eroberte 1472 eine Benin-Festung namens Eko im heutigen Nigeria. Heute ist Lagos, das frühere Eko, mit rund 16 Millionen Einwohnern (nach Kinshasa) die zweitgrößte Stadt Afrikas und weltweit viel bekannter als ihre Taufpatin in Portugal.

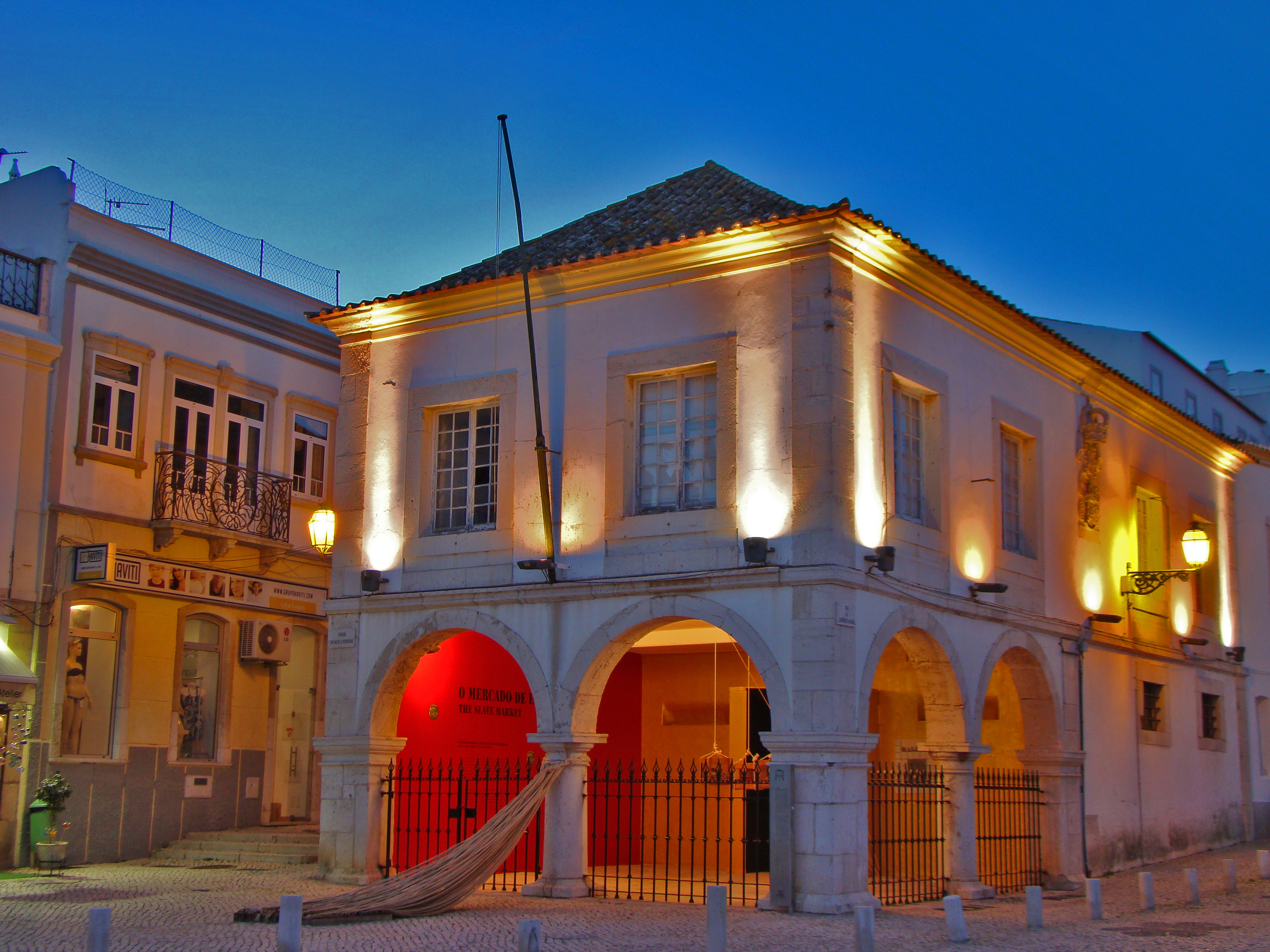
Der historische Sklavenmarkt

Durch die Afrikafahrten portugiesischer Schiffe gelangten schwarze Sklaven aus Guinea und dem Senegal erstmals in der Neuzeit nach Europa. Lagos erhielt 1444 einen bedeutenden Sklavenmarkt, dessen Gebäude noch heute besteht. Erst 1820 wurde der Menschenhandel verboten. Die afrikanische Stadt Lagos war Ausgangshafen der Sklaventransporte für den Sklavenmarkt in Lagos/Portugal.
Im Jahr 1476 geriet Christoph Kolumbus vor Lagos bei einem Piratenüberfall in Seenot und gelangte dadurch erstmals nach Portugal.
1573 bekam Lagos das Stadtrecht und 1577 wurde es Hauptstadt der Algarve. Ein Jahr später, 1578, brach Dom Sebastião I (König Sebastian I.) mit 18.000 Soldaten von Lagos aus nach Marokko auf, um dort an der für Portugal verheerenden Schlacht von Alcácer-Quibir teilzunehmen. Sebastião wurde getötet, sein Leichnam jedoch nie gefunden. Dieser Umstand gab Anlass zur Spekulation, der König sei noch am Leben, und die Hoffnung, er könne Portugals Schicksal wieder wenden. Ein modernes, 1973 von João Cutileiro geschaffenes Denkmal erinnert heute an das Schicksal des „ersehnten Königs Sebastião“ auf der Praça Gil Eanes.
1587 wurde die nun spanisch beherrschte Algarveküste zum Operationsgebiet einer englischen Flotte unter Francis Drake, deren Absicht es war, eine Invasion der britischen Inseln durch die spanische Armada zu verhindern. Drake erzielte hierbei zwar große Erfolge, scheiterte jedoch am Versuch, das stark befestigte Lagos einzunehmen.
Auch in späteren Zeiten wurde die Bucht von Lagos aufgrund ihrer strategisch bedeutenden Lage Austragungsort und Namensgeber von Seeschlachten: in einer ersten Seeschlacht bei Lagos versenkte 1693 die französische Flotte unter Admiral Tourville 80 Schiffe der englisch-holländischen Flotte, die unter dem Kommando des englischen Admirals Rooke stand. In einer zweiten Seeschlacht bei Lagos besiegte im Siebenjährigen Krieg 1759 ein britischer Flottenverband einen französischen.
Nach dem Erdbeben von 1755 verwüstete eine gewaltige Flutwelle mit elf Metern Höhe die Stadt. Anschließend wurde Lagos neu aufgebaut und die Stadtmauer aus jener Zeit umgibt noch heute weite Teile der Altstadt. Die Porta do Postigo und der Rest des Gouverneurspalastes zeugen von der Bedeutung und Wehrhaftigkeit der Hafenstadt. Allerdings zog der Gouverneur als Folge der Katastrophe ins weniger zerstörte Faro um, das Lagos als Hauptstadt des Königreiches Algarve ablöste.

## Sehenswertes

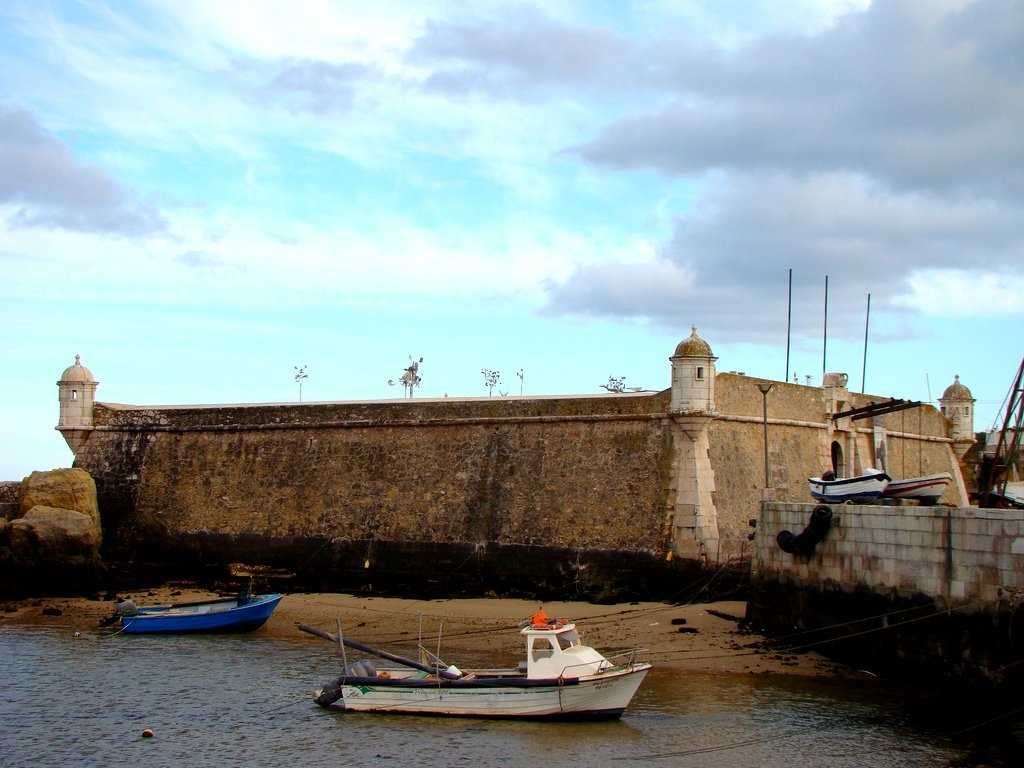
Forte da Bandeira, Festungsanlage im Hafen von Lagos

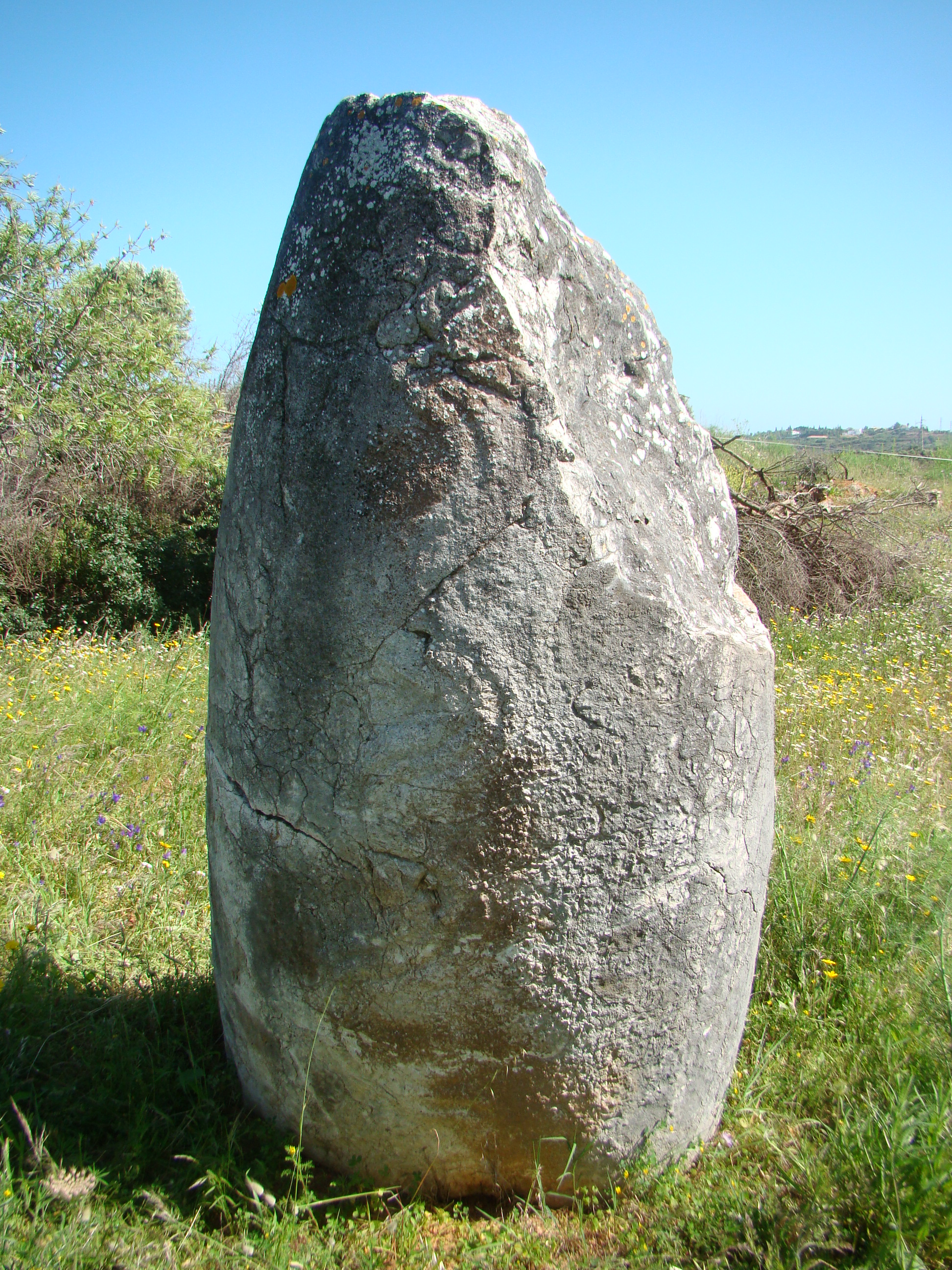
Menhir da Cabeça do Rochedo

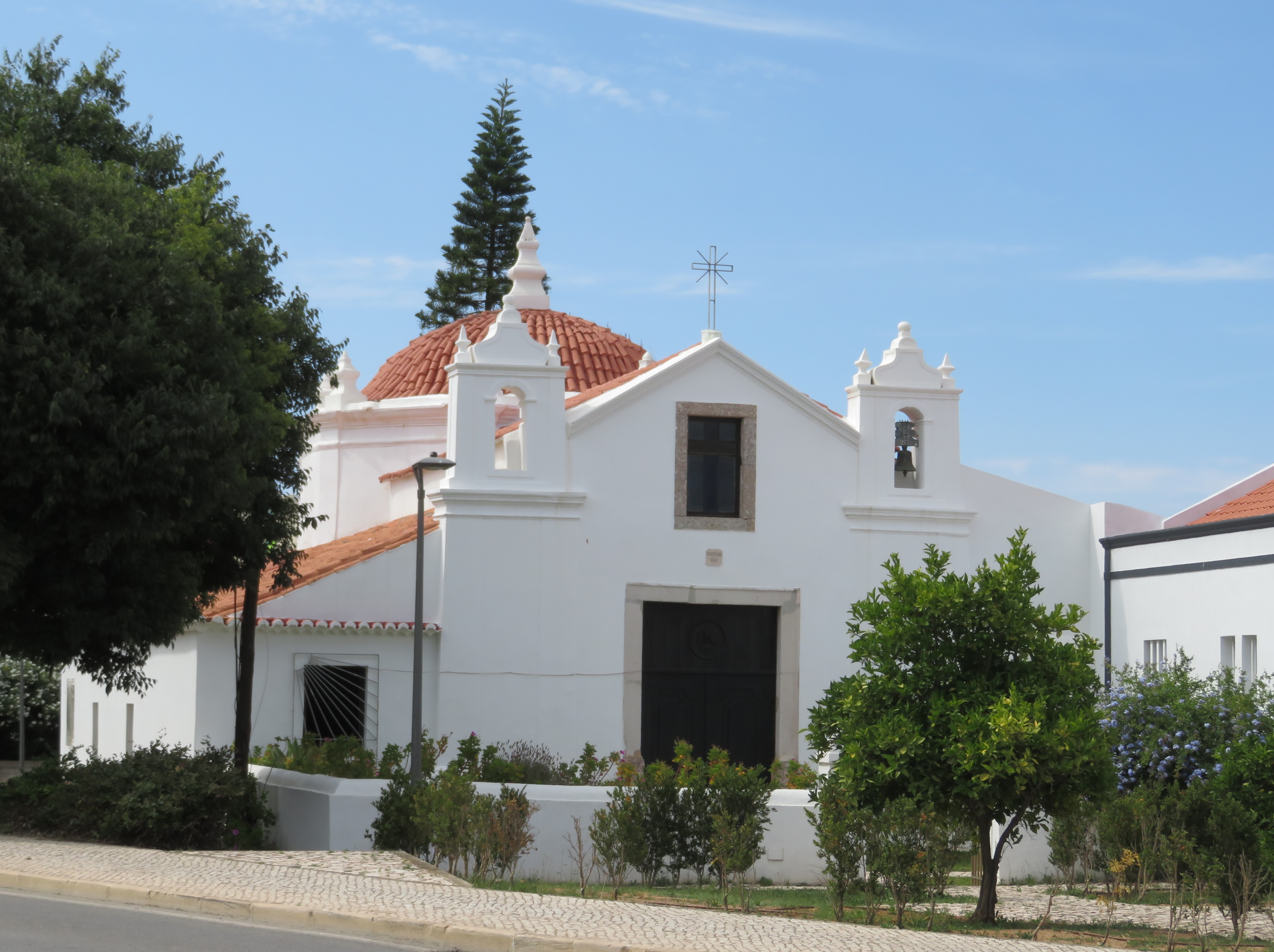
Capela de São João Baptista

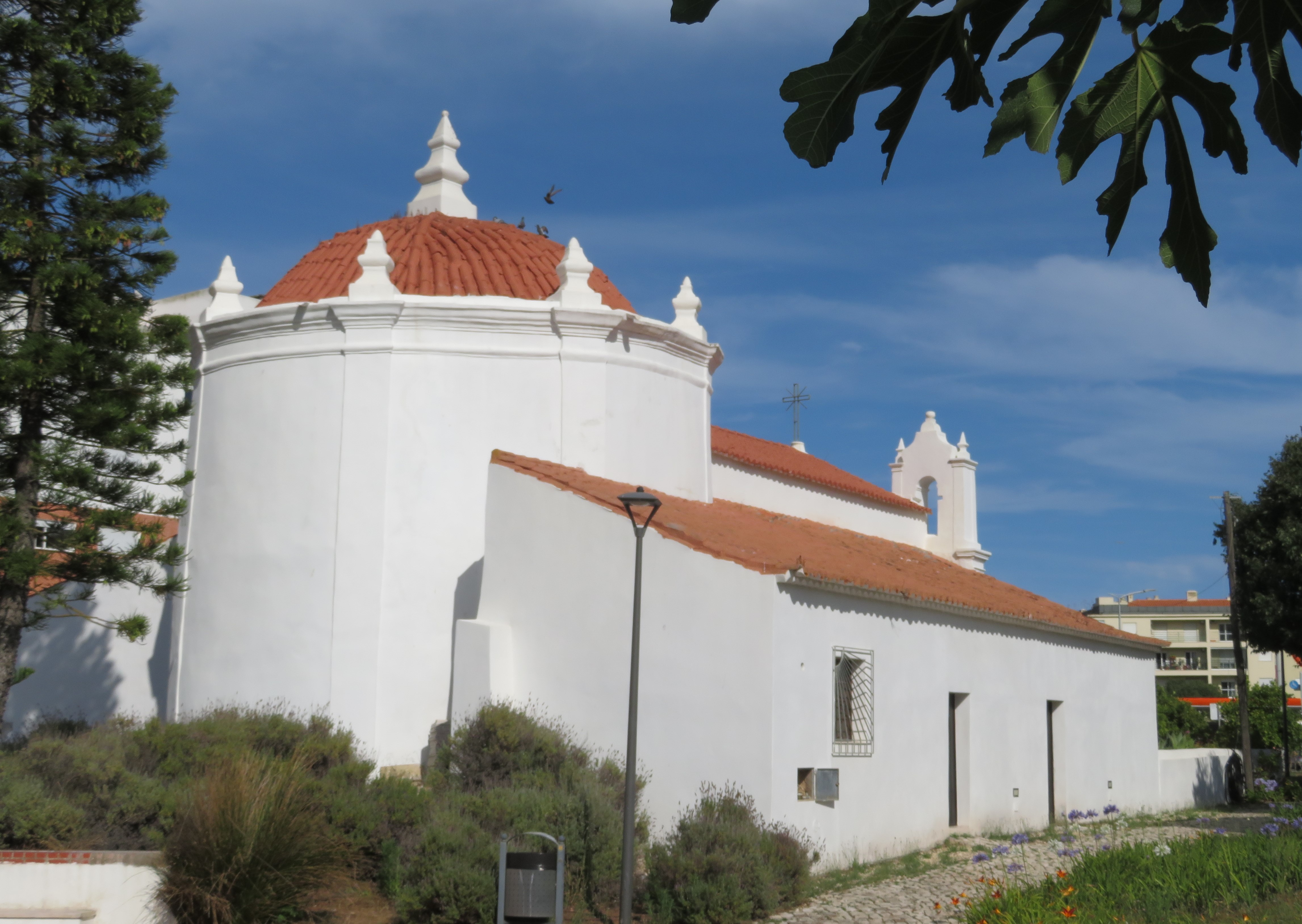
Hauptschiff der Capela de São João Baptista

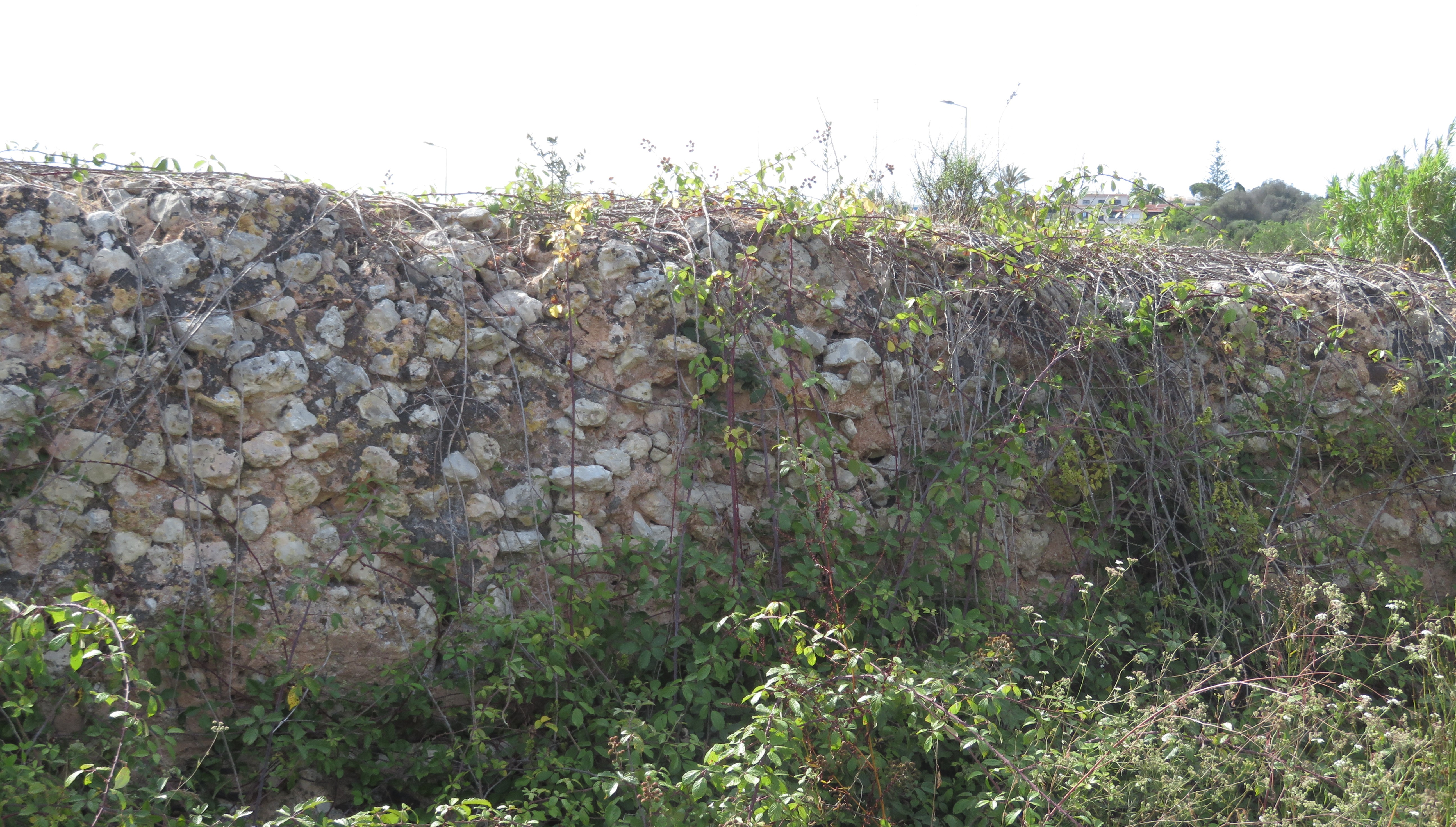
Staumauer aus römischer Zeit

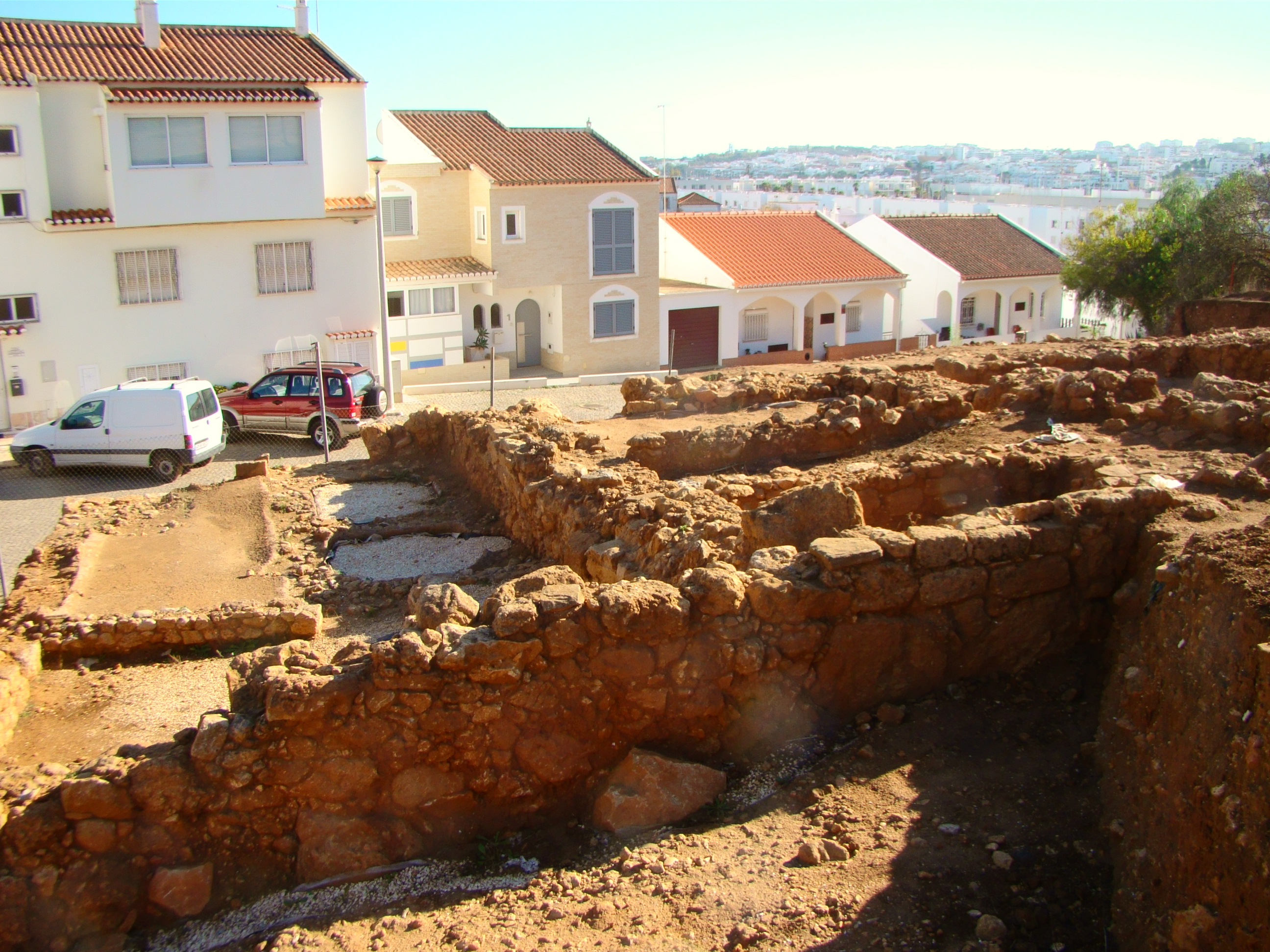
Ausgrabungen auf dem Monte Molião

Am Largo Marquês de Pombal ist die städtische Touristinformation. Lagos’ gut erhaltene Altstadt bietet dem Besucher neben historischen Sehenswürdigkeiten kulturelle Einrichtungen, Restaurants, Cafés und Einkaufsmöglichkeiten aller Art. Zu jeder Jahreszeit prägen Touristen das Geschehen, und zwischen den einheimischen Geschäften haben sich auch britische Pubs, Diskotheken und eine deutsche Bäckerei niedergelassen.
Auf der Praça da República (Platz der Republik; auch Praça do Infante Henrique genannt) befand sich der historische Sklavenmarkt (Mercado de Escravos). Unter den Arkaden der Delegação da Alfândega (ehemaliges Gebäude der Zollverwaltung, heute Ausstellungsräume) wurden die Schwarzafrikaner angebunden und zum Verkauf angeboten. Auf dem Platz steht seit 1960 ein Denkmal für Heinrich den Seefahrer (Infante D. Henrique), das anlässlich seines 500. Todestages aufgestellt wurde.
Hinter der schlichten Fassade der Kirche Igreja do Santo António verbirgt sich ein üppig ausgestatteter, barocker Innenraum. Er beherbergt eine Trompe-l’œil-Decke, einen vergoldeten Barockaltar, vergoldete Holzstatuen, Schnitzwerk im Chor sowie Azulejos an den Wänden. Direkt angrenzend stellt das Museu Municipal sakrale Kunst, Münzen, Mosaik-Fragmente und archäologische Funde der Algarve aus.
Durch das Stadttor Porta de São Gonçalo beim ehemaligen Castelo dos Governadores (Gouverneurspalast) erreicht man über eine Holzbrücke das Fort Ponta da Bandeira, das seit dem 17. Jahrhundert den Hafen verteidigte, bei dem Erdbeben von 1755 erheblich beschädigt wurde und bereits 1758 wiederhergestellt war. Von dort begleitet die Avenida dos Descobrimentos (Allee der Entdeckungen) das Flüsschen Bensafrim, das Fischkuttern und Yachten als Zufahrt zum Hafen dient. Viele, zum Teil steile Gassen des historischen Stadtkerns führen zu der palmengeschmückten Promenade hinunter. In der Nähe der Fußgängerbrücke, die hier über den Bensafrim zu den Hafenanlagen führt, befindet sich die sehenswert restaurierte Fischhalle von 1924. Auf der gegenüberliegenden Seite des Flusses kann der Nachbau einer historischen Karavelle besichtigt und zu Ausflugtörns genutzt werden.
Unweit des Flusses steht etwa 1 km nördlich der Altstadt die Kapelle Capela De São João Baptista, eine ehemalige Klosterkapelle, die im 14. Jahrhundert erstmals urkundlich erwähnt und im 16. Jahrhundert umgebaut wurde. Der ungewöhnliche achteckige Grundriss des Hauptschiffes mit einer von einer Fiale bekrönten Kuppel und insgesamt acht weiteren Fialen an jeder Ecke lässt vermuten, dass die Kapelle möglicherweise bereits im 12. Jahrhundert auf den Fundamenten eines ehemaligen Marabouts errichtet wurde, in diesem Falle wäre sie eines der ältesten sakralen Gebäude der gesamten Algarve. Bei dem Tsunami, der auf das Erdbeben von 1755 folgte, zerstörten die Wassermassen fast die gesamte Klosteranlage, und der Wiederaufbau in vereinfachter Form begann erst 1805. Weitere Umbauten folgten gegen Ende des 19. Jahrhunderts, wobei die Jahreszahl 1881 über dem Haupteingang die Einweihung nach dem Ende des Umbaues angibt. Im 20. Jahrhundert wurde das Kloster aufgelöst und in ein Wohnhaus umgewandelt, das heute unter dem Namen Casa de São João bekannt ist. Hinter der Kapelle ist auf einem großen Wandgemälde aus Azulejos die bauliche Situation in der Umgebung der Kapelle zu Beginn des 20. Jahrhunderts dargestellt. Die abgebildeten flachen Becken, die zum Wäschewaschen dienten, sind hinter der Kapelle noch heute erhalten.
Am nordwestlichen Stadtrand ist in einer Senke die in römischer Zeit erbaute Barragem Romana da Fonte Coberta zu sehen. Es handelt sich dabei um eine 36,5 m lange, 2,5 m breite und 2,3 bis 1,3 m hohe Staumauer einer Talsperre.
An der Rua do Monte Molião sind im Nordosten der Stadt auf dem Hügel Monte Molião Fundamente und Mauerreste einer möglicherweise keltischen Siedlung aus der Eisenzeit um das 4. oder 3. Jahrhundert v. Chr. ausgegraben worden. Die Anlage ist unter dem Namen Sitio Arqueológico do Molião bekannt.
Von der 1995 neu errichteten Marina aus führt eine Anliegerstraße nach Nordosten zur 4 km langen Meia Praia, dem Haupt- und Sandstrand von Lagos. In der Nähe des Haltepunktes Meia Praia an der Eisenbahnstrecke Linha do Algarve befindet sich die Festung Forte da Meia Praia, die im 17. Jahrhundert erbaut, bei dem Erdbeben von 1755 stark beschädigt und am Ende des 18. Jahrhunderts wieder aufgebaut wurde.
Weitere, kleinere Strände zwischen Felsklippen (z. B. Praia Dona Ana, Praia dos Estudantes) befinden sich am Südrand der Stadt, deren Abschluss die Ponta da Piedade bildet, eine von bizarren Buchten durchzogene Felsspitze, die einen spektakulären Blick über die Bucht von Lagos erlaubt.
Der Zoo von Lagos befindet sich einige Kilometer außerhalb der Stadt in Barão de São João.
Am Westrand des Ortsteils Odiáxere nordöstlich von Lagos ist in der Feldmark der Menhir „Menir de Odiáxere“ beachtenswert. Ein weiterer Menhir, der Menhir da Cabeça do Rochedo, erhebt sich 6 km nördlich der Stadt.
Das Portugiesische Eisenbahnmuseum unterhält eine Außenstelle in der Stadt.

## Verwaltung

### Kreis
Lagos ist Verwaltungssitz eines gleichnamigen Kreises (Concelho) im Distrikt Faro. Am 19. April 2021 hatte der Kreis 33.494 Einwohner auf einer Fläche von 213,0 km². Zum Jahr 2020 war die Einwohnerzahl leicht auf 30.268 gefallen.
Die Nachbarkreise sind (im Uhrzeigersinn im Norden beginnend): Monchique, Portimão, Vila do Bispo sowie Aljezur.
Mit der Gebietsreform im September 2013 wurden vier bisherige Gemeinden zu zwei neuen Gemeinden zusammengefasst, sodass sich die Gesamtzahl der Gemeinden von zuvor sechs auf vier verringerte.
Dem Kreis Lagos gehören folgende Gemeinden (Freguesias) an:

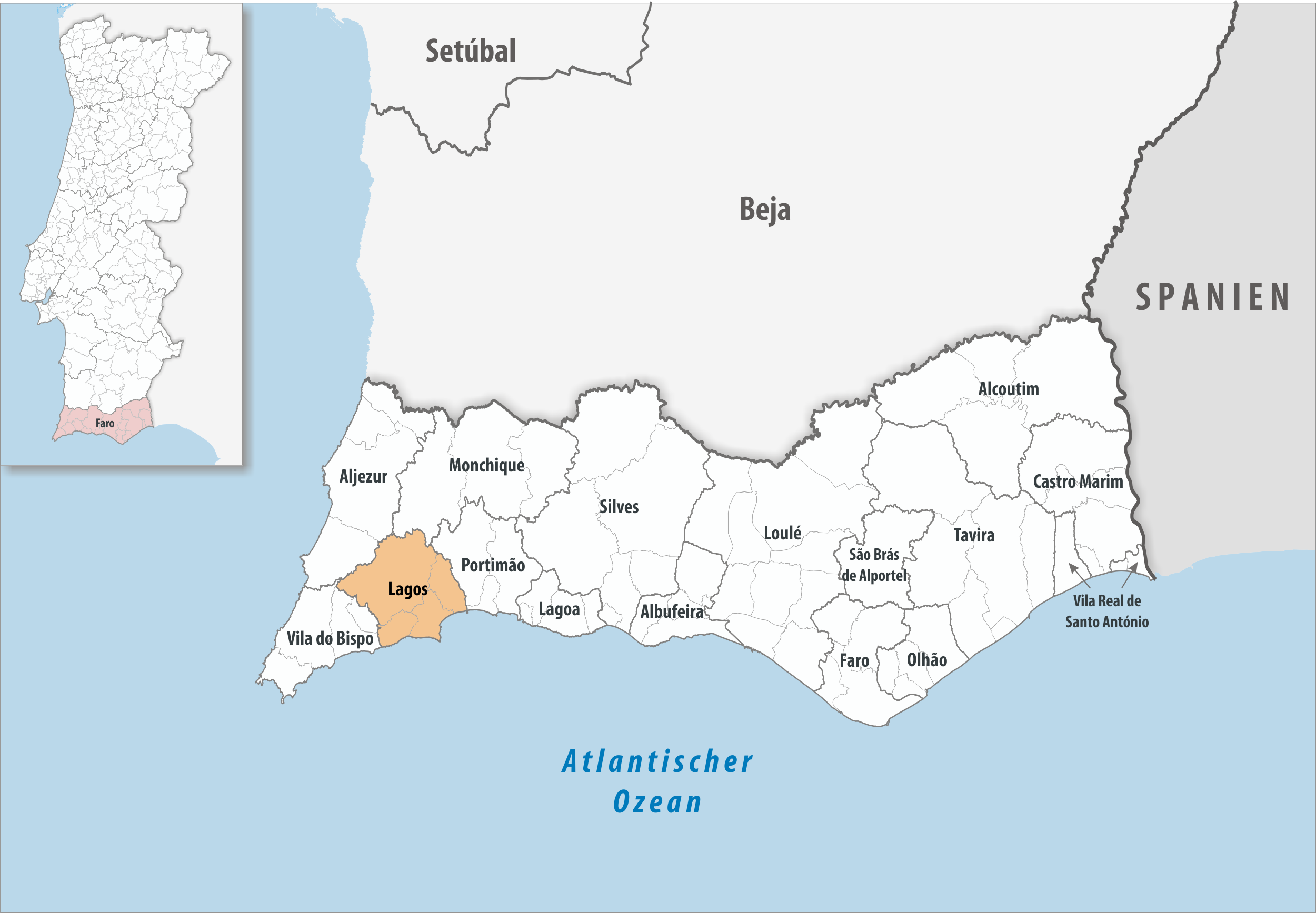
Kreis Lagos

| Gemeinde                            | Einwohner (2021) | Fläche km² | Dichte Einw./km² | LAU- Code |
| ----------------------------------- | ---------------- | ---------- | ---------------- | --------- |
| Bensafrim e Barão de São João       | 2.445            | 130,20     | 19               | 080707    |
| Lagos (São Sebastião e Santa Maria) | 23.648           | 29,15      | 811              | 080708    |
| Luz                                 | 4.355            | 21,78      | 200              | 080703    |
| Odiáxere                            | 3.046            | 31,85      | 96               | 080704    |
| Kreis Lagos                         | 33.494           | 212,98     | 157              | 0807      |

### Bevölkerungsentwicklung
| 1801 | 1849   | 1900   | 1930   | 1960   | 1981   | 1991   | 2001   | 2011   | 2020   |
| 9789 | 11.012 | 13.937 | 16.210 | 17.060 | 19.700 | 21.526 | 25.398 | 30.755 | 30.268 |

### Kommunaler Feiertag
- 27. Oktober

### Partnerstädte

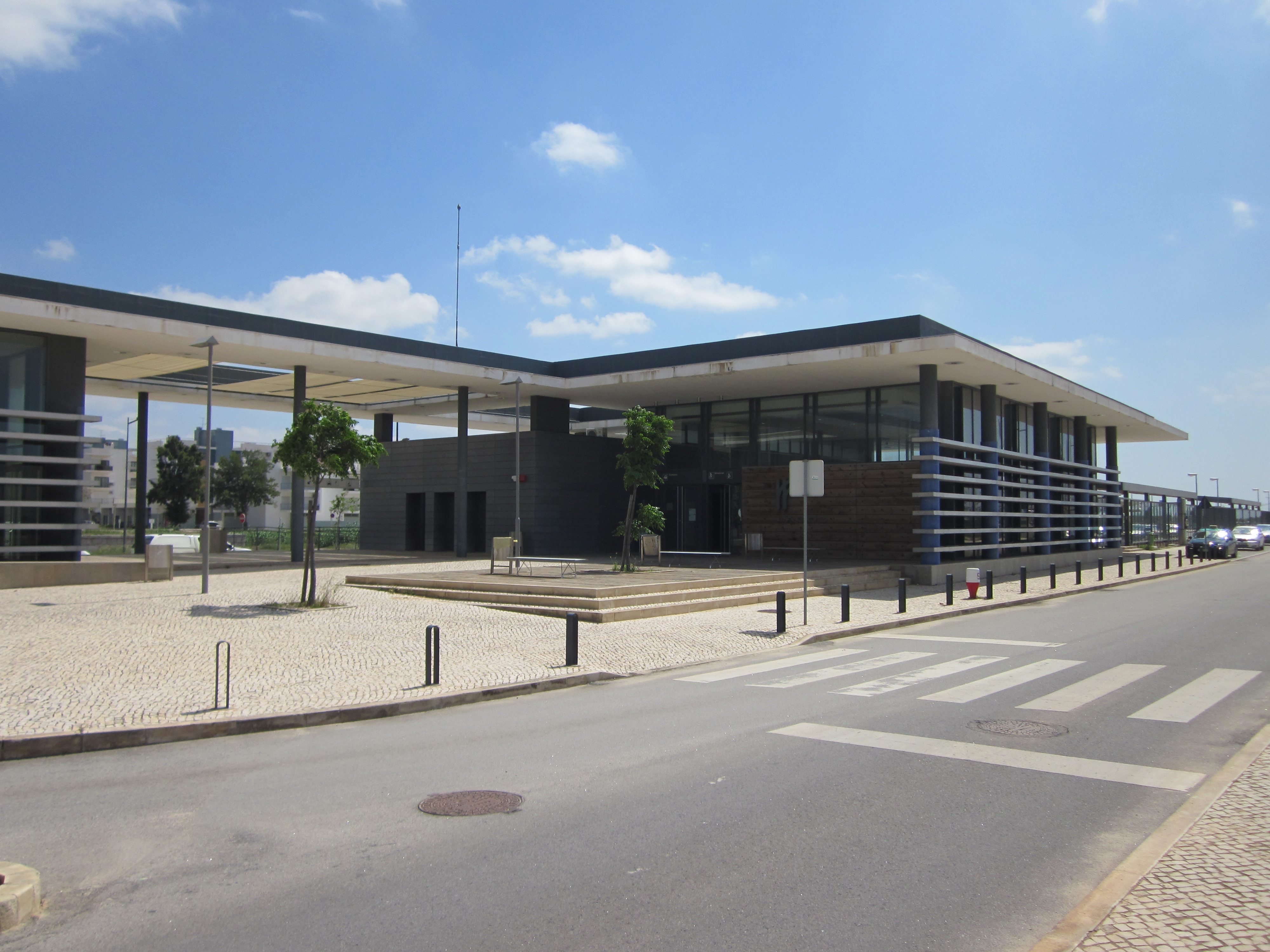
Der neue Bahnhof von Lagos

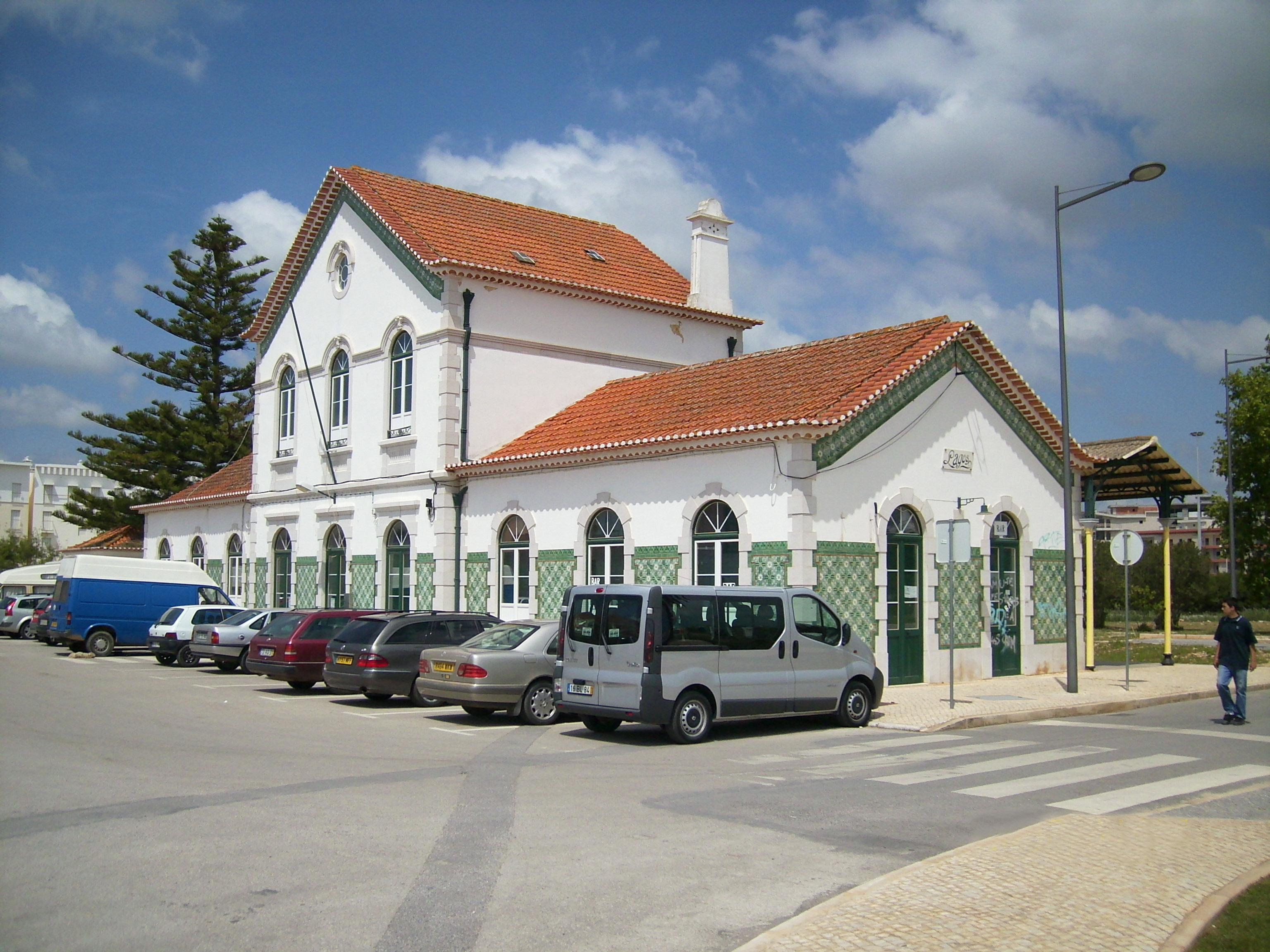
Der alte Bahnhof von Lagos

#### Städtepartnerschaften
- Spanien: Palos de la Frontera (seit 1992)
- Portugal: Torres Vedras (seit 2009)
- Kap Verde: Ribeira Grande de Santiago (seit 2010)

#### Kooperationsabkommen
- Frankreich: Lagos im Département Pyrénées-Atlantiques
- Spanien: Lagos in der Gemeinde Vélez de Benaudalla, Provinz Granada
- Marokko: Boujdour (port. Bojador), Provinz Boujdour, Westsahara
- Kap Verde: São Miguel, Insel Santiago
- Mosambik: Ilha de Moçambique
- Mosambik: Pemba[15]
- Indonesien: Sikka, Insel Flores
- Südafrika: Ugu, Provinz KwaZulu-Natal
- Senegal: Gorée
- Portugal: Óbidos
- Portugal: Guimarães
- Griechenland: Lagos, Gemeinde Didymoticho
- Mexiko: Lagos, Bundesstaat Jalisco
- Brasilien: Porto Seguro[16]

## Verkehr

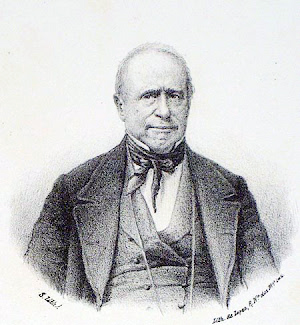
António José de Lima Leitão

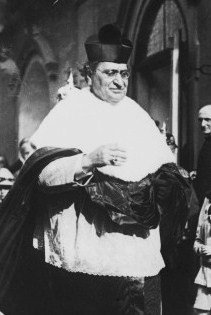
José Sebastião Neto

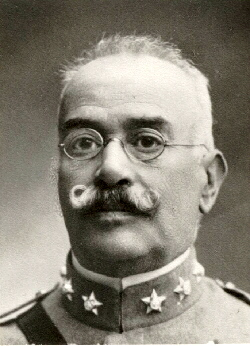
Alberto da Silveira

Der neue Bahnhof der Stadt verbindet Lagos über die Linha do Algarve mit Faro.
Der Busbahnhof, Ausgangspunkt für Stadt- und Regionallinien, liegt zentral an der Avenida dos Descobrimentos. Lagos ist in das landesweite Busnetz der Rede Expressos eingebunden.
Über die zur Schnellstraße ausgebaute Nationalstraße N120 ist Lagos an die 5 km nördlich verlaufende Autobahn A22 angeschlossen. Die Nationalstraße N125 führt 21 km westlich nach Vila do Bispo.

## Söhne und Töchter der Stadt
- Gonçalo de Lagos (1360–1422), seliggesprochener Augustinermönch
- Soeiro da Costa (1390–1472), Seefahrer, einer der zwölf Ritter für England aus dem 6. Gesang der Lusiaden
- Gil Eanes (15. Jahrhundert), Entdeckungsreisender
- Lançarote de Lagos (15. Jahrhundert), Entdeckungsreisender
- João Delgado (1553–1612), jesuitischer Mathematiker
- Gaspar Jorge de Leão Pereira († 1576), erster Erzbischof von Goa
- Henrique Fernandes Sarrão (16./17. Jahrhundert), Geograph
- Mendonça Pessanha (1775–1856), Militär, General in der Verteidigung gegen die Napoleonischen Invasionen und im Miguelistenkrieg, Bezwinger des Rebellen Remexido
- José António Ferreira Brak-Lamy (1780–1847), Richter und Politiker, Gouverneur von Alagoas, mehrmaliger Minister, 1831 Premierminister
- António José de Lima Leitão (1787–1856), Arzt, Autor, Übersetzer, Freimaurer und liberaler Politiker, führte die Homöopathie in Portugal neu ein
- Onofre Lourenço de Paiva de Andrade (1805–1888), General der Kolonialtruppen in Mosambik und der Liberalen im Miguelistenkrieg
- João Bonança (1836–1924), Journalist, Schriftsteller und Politiker
- José Sebastião Neto (1841–1920), Patriarch von Lissabon
- Joaquim José Machado (1847–1925), Militär, Ingenieur, Politiker und Kolonialverwalter
- Alberto da Silveira (1859–1927), Militär und Politiker, Innen- und Kriegsminister
- Henriqueta Júlia de Mira Godinho (1863–1936), Gattin des Präsidenten Gomes da Costa
- Adelina da Glória Berger (1865–1922), Feministin
- António Júdice Cabral (1868–1956), Arzt, Forscher und Politiker
- Júlio Dantas (1876–1962), Schriftsteller, Arzt, Politiker und Lyriker, bedeutender Dramatiker
- Francisco Velhinho Correia (1882–1943), Militär, Politiker und Hochschullehrer, zweimaliger republikanischer Minister
- José Formosinho (1888–1960), Archäologe und Notar
- José Lobo da Veiga (1891–1973), Pianist und Komponist
- Arminda Correia (1903–1988), Opernsängerin
- Anatólio Falé (1913–1980), Komponist und Musiker
- Frederico Júlio Correia Madeira (1913–1994), Arzt
- Nataniel Costa (1924–1995), Schriftsteller, Diplomat und Pädagoge
- Jaime Aschemann Bispo Palhinha (1924–2001), Archäologe und Pädagoge
- João Carlos de Abreu Pimenta (1926–1999), Ingenieur und Autor
- Júlia Barroso (1930–1996), Schauspielerin, Sängerin und Pädagogin
- Paulo Galvão (* 1966), Komponist, Musiker alter Saiteninstrumente, Gitarrist
- Hugo Alves (* 1973), Jazztrompeter und Orchestergründer
- Diana Piedade (* 1985), Sängerin
- Diogo Viana (* 1990), Fußballspieler

## Bildergalerie

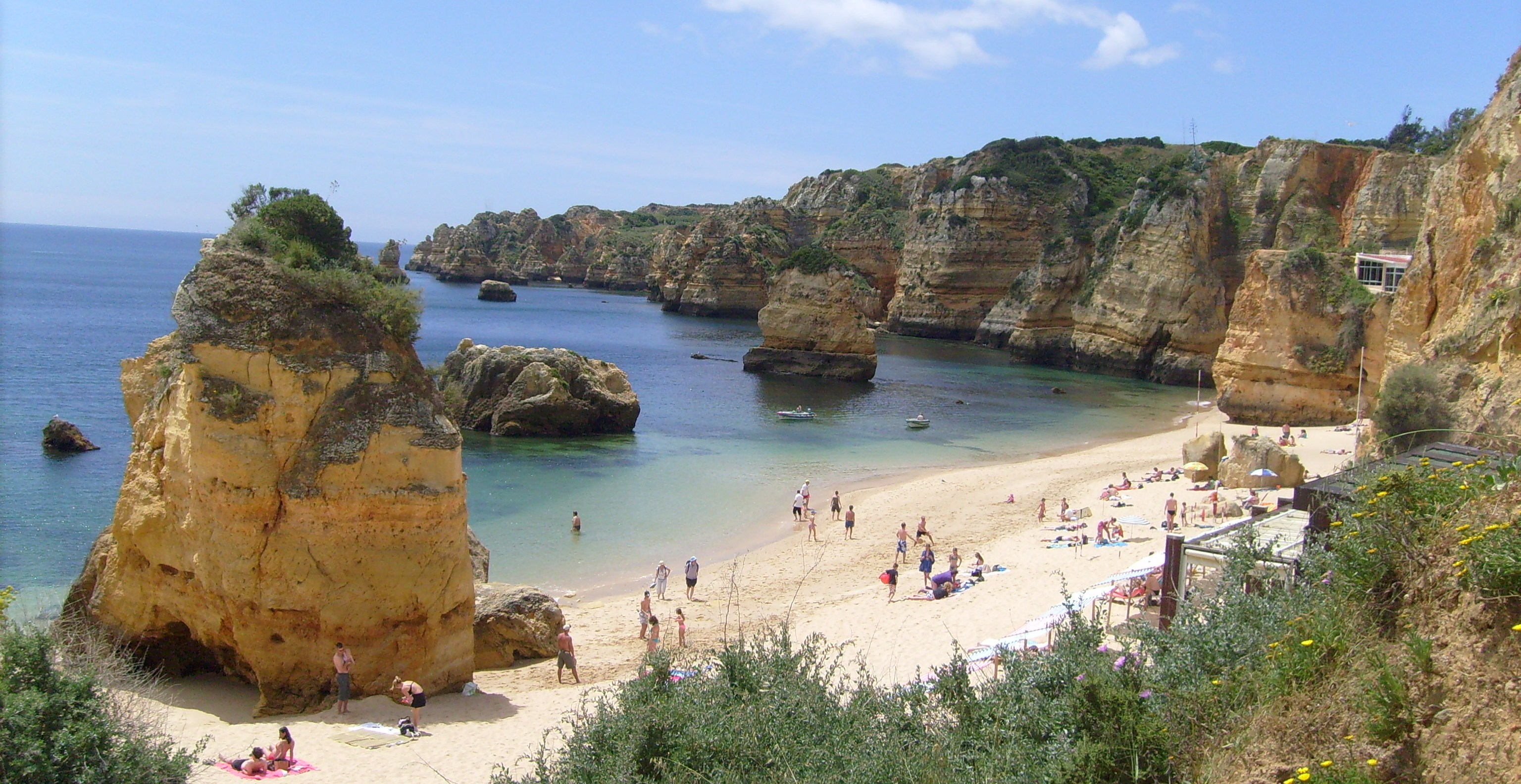
Der Strand Praia Dona Ana
An der Stadtmauer von Lagos
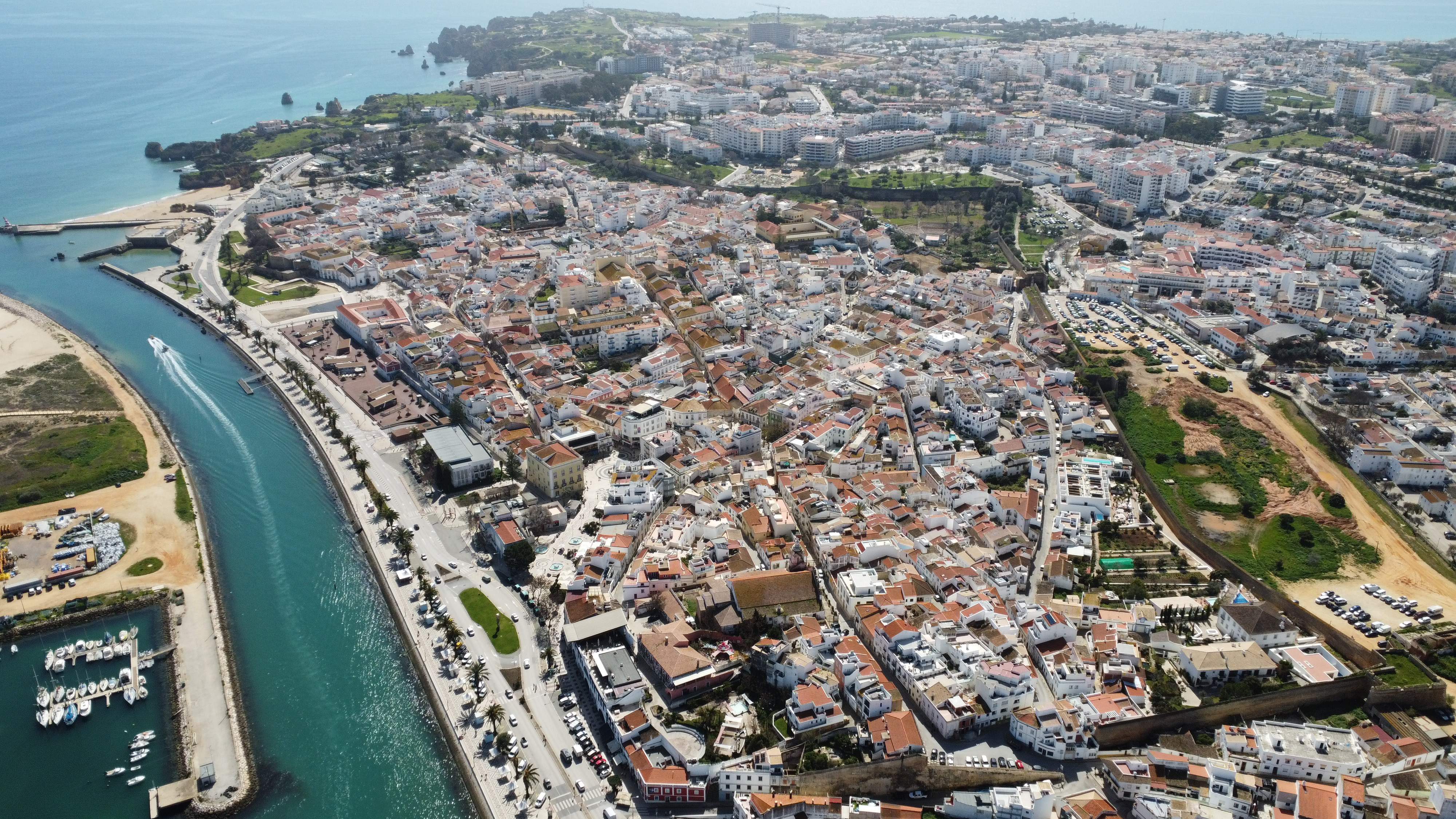
Lagos aus der Luft betrachtet
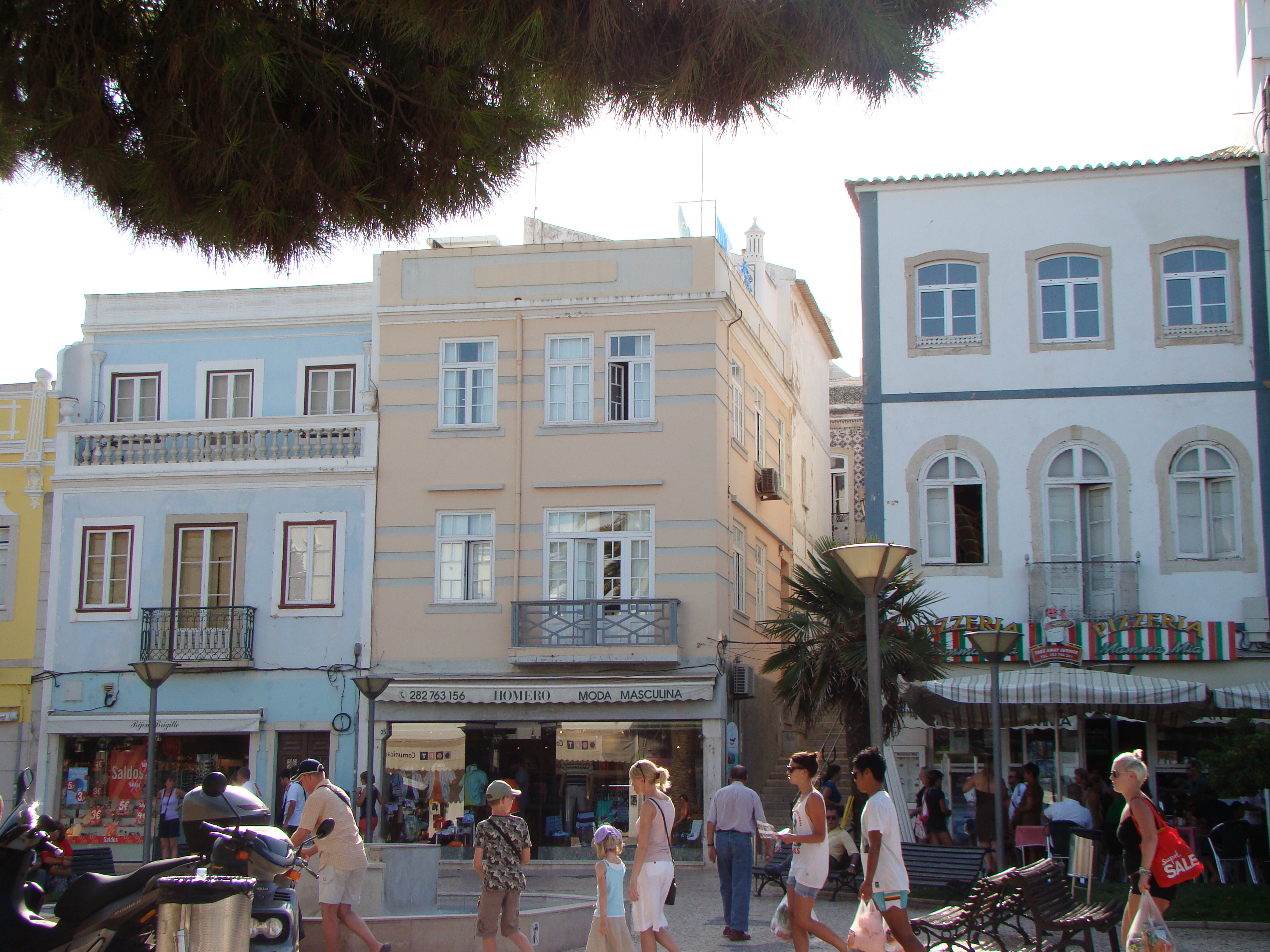
Im Zentrum von Lagos
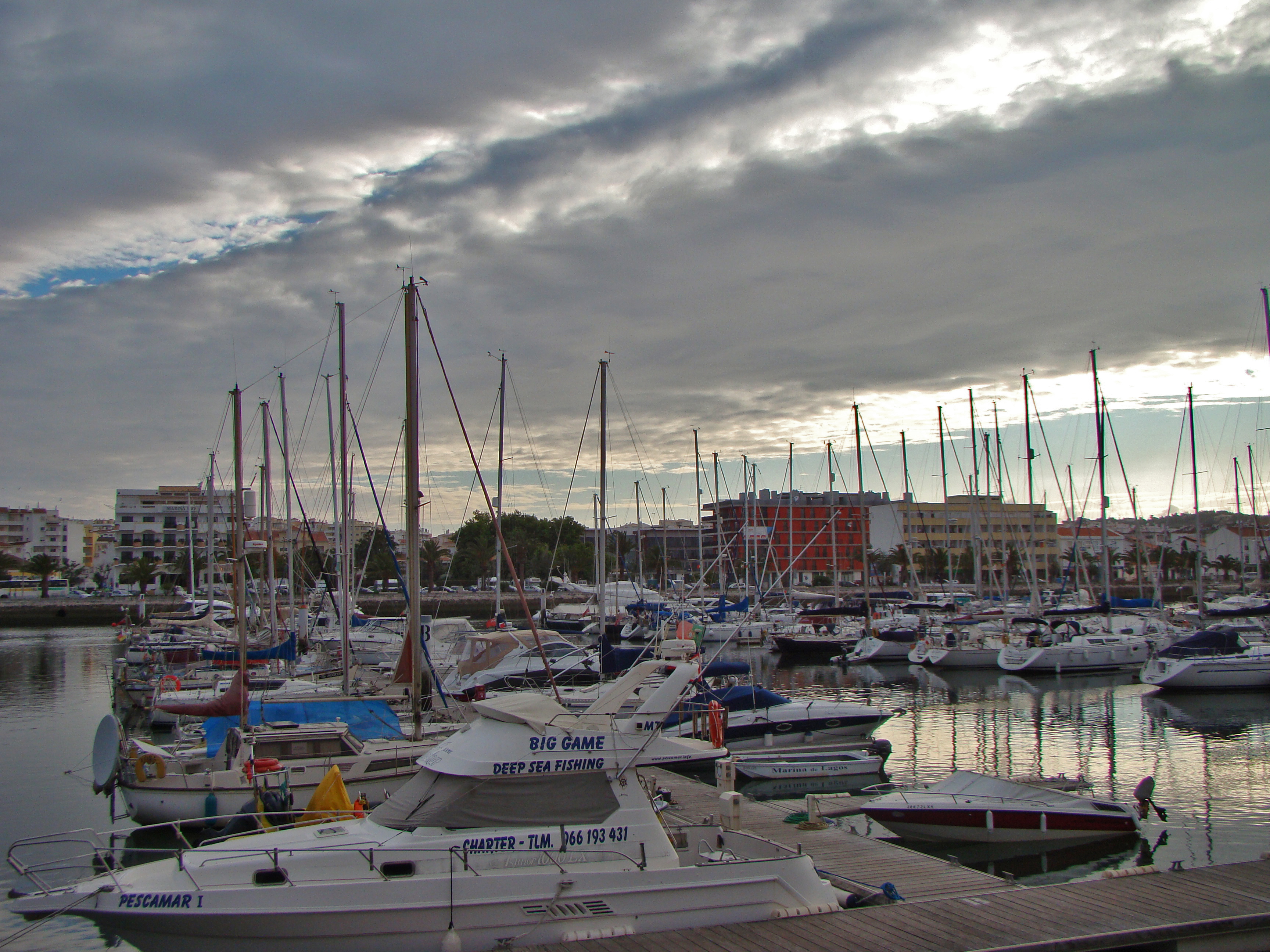
Blick auf die Marina von Lagos
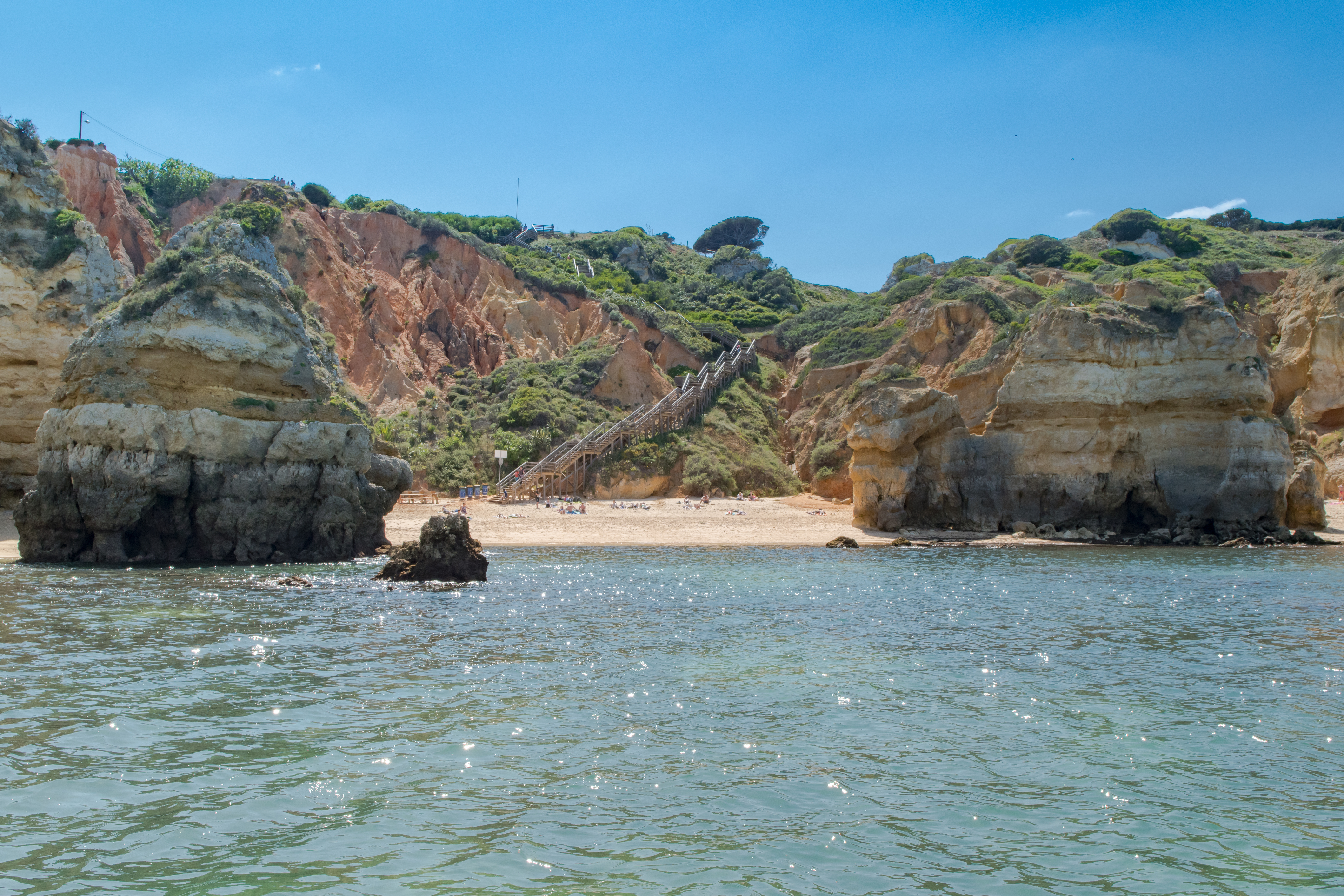
Der Strand Praia do camilo in Lagos
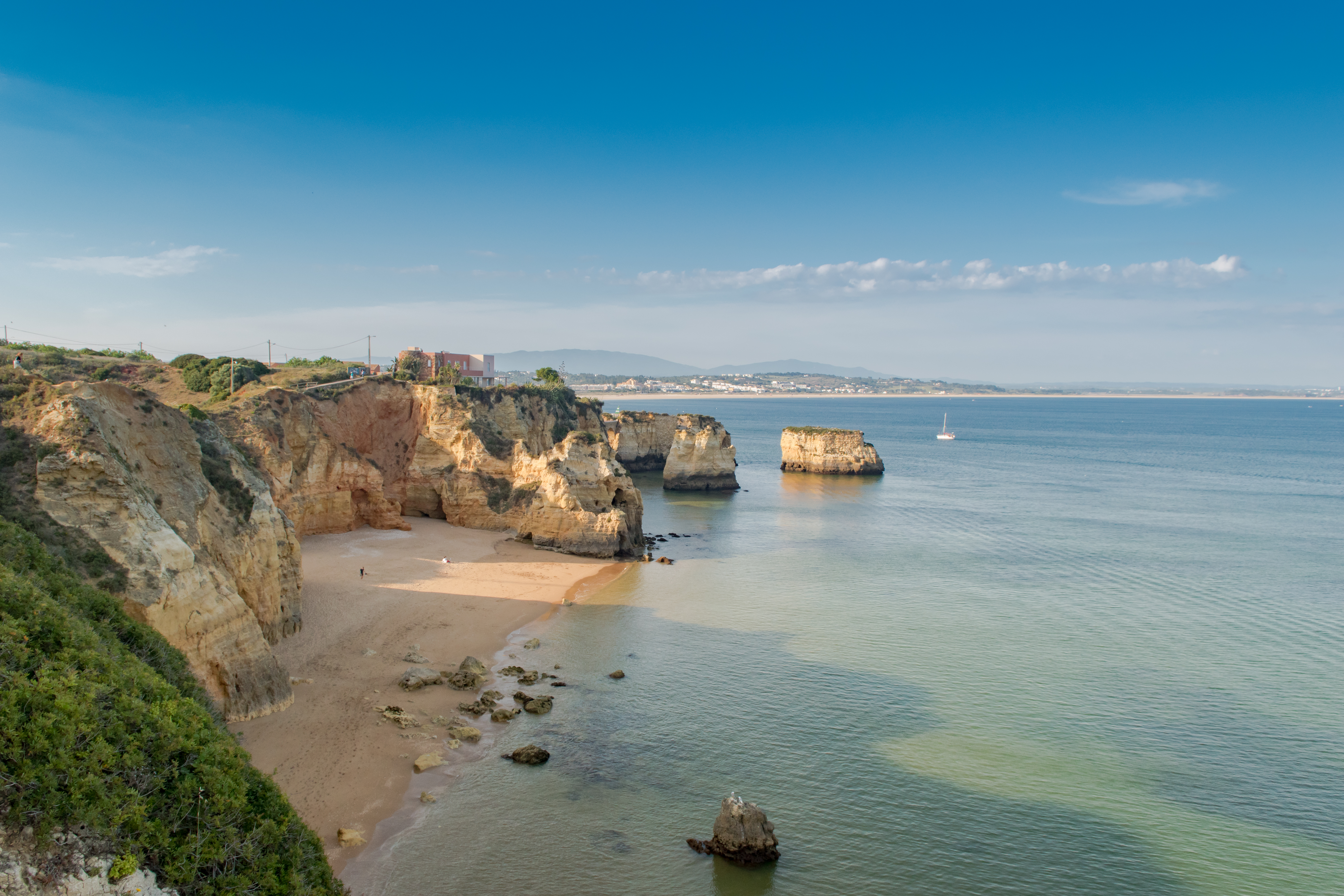
Der Strand Praia do Pinhao in Lagos
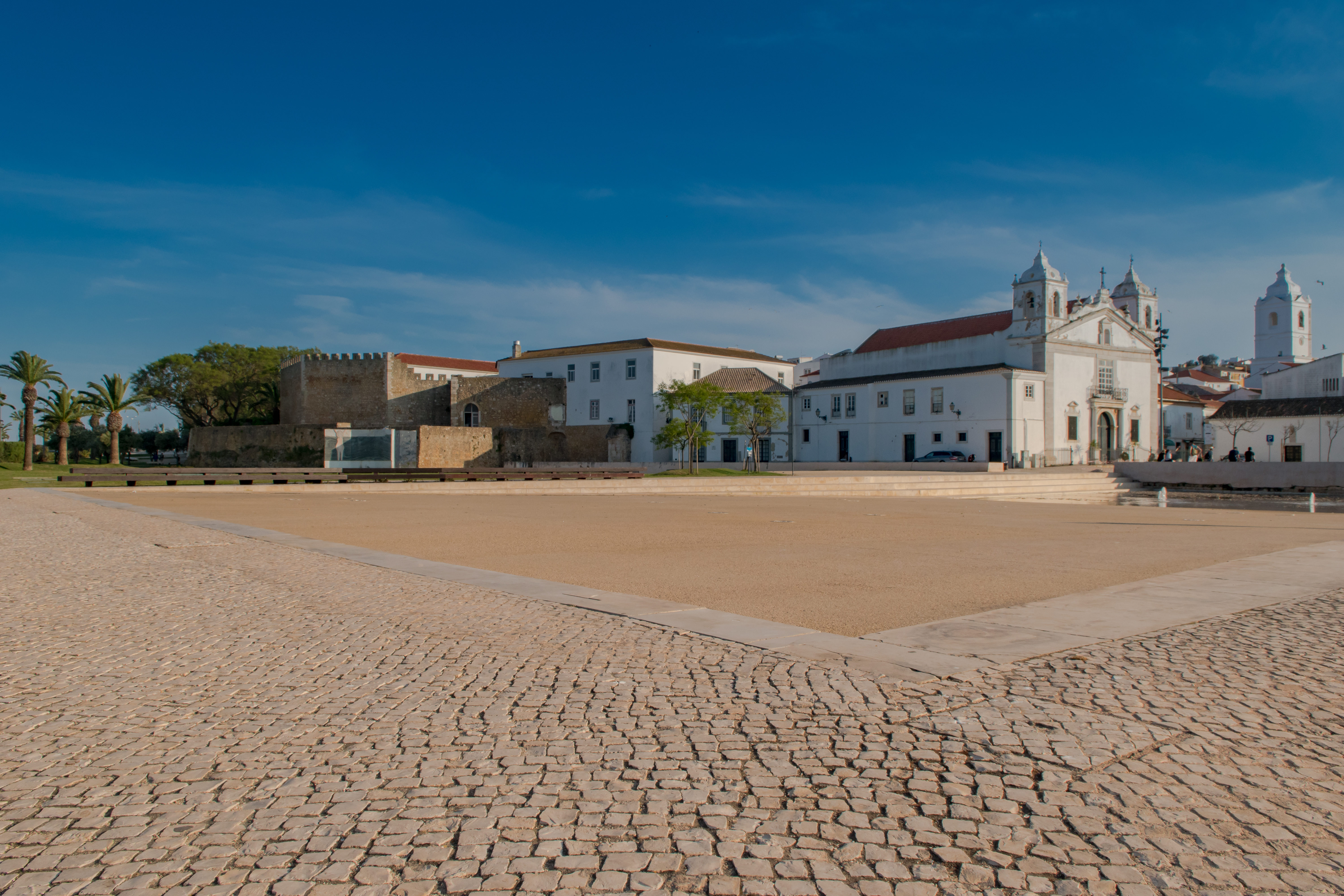
Die Altstadt von Lagos
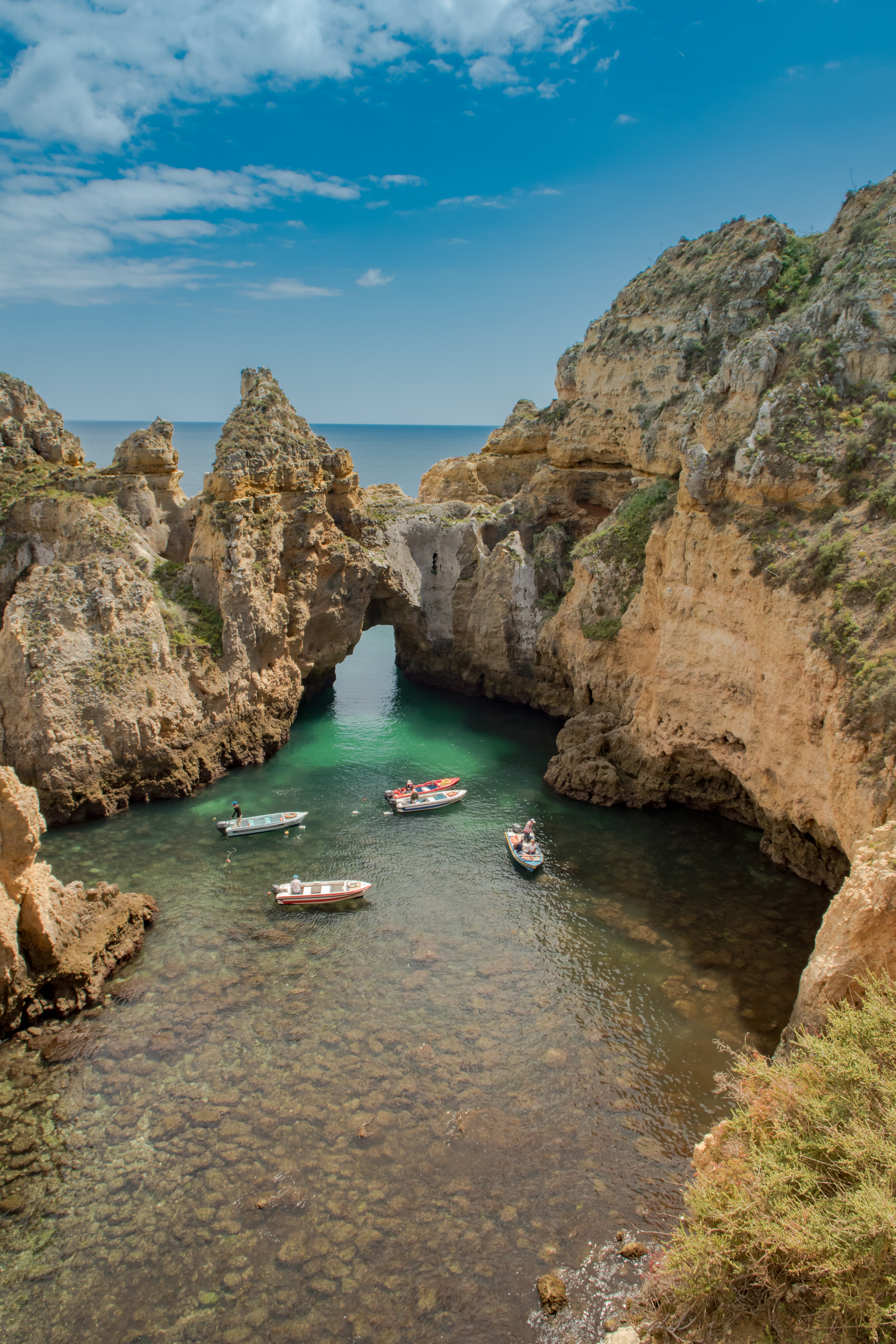
Die Küste von Lagos
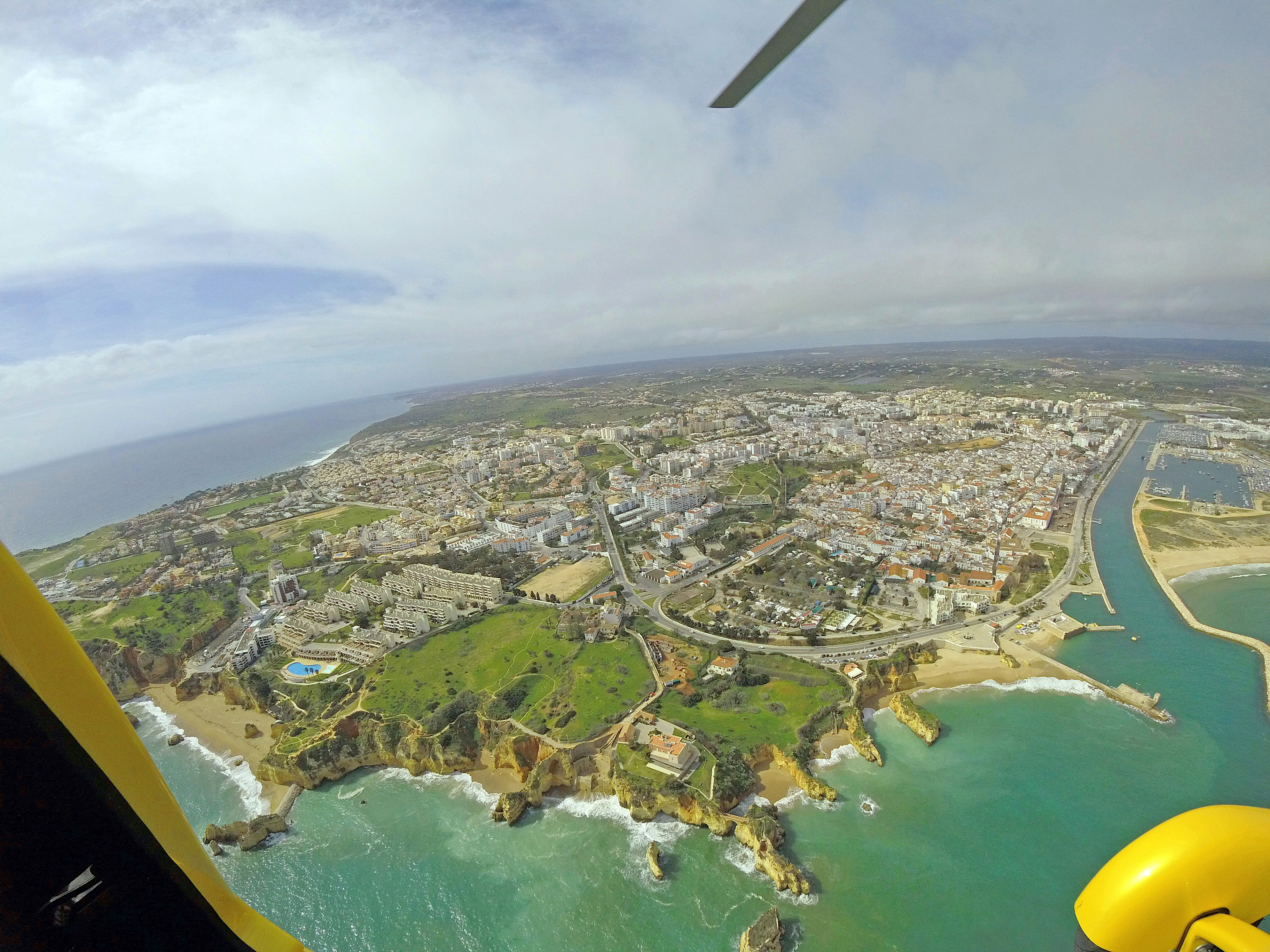
Luftbild von Lagos aus einem Tragschrauber heraus von Südosten nach Nordwesten